# António Teixeira (football, 1930)
Pour les articles homonymes, voir António Teixeira.
António Teixeira, de son nom complet António Dias Teixeira, né le 16 septembre 1930 à Lisbonne et mort le 17 octobre 2003 à Porto, est un footballeur international portugais. Il évoluait au poste d'attaquant.

## Biographie

### En club
António Teixeira défend notamment les couleurs du SL Benfica, du Vitória Guimarães et du FC Porto.
Il dispute un total de 221 matchs en première division portugaise, inscrivant 155 buts.
Au sein des compétitions européennes, il joue deux matchs en Coupe d'Europe des clubs champions, pour un but inscrit.

### En équipe nationale
International portugais, il reçoit sept sélections en équipe du Portugal entre 1977 et 1982, pour un but marqué,.
Il joue son premier match en équipe nationale le 26 mai 1957 contre l'Italie, dans le cadre des qualifications à la Coupe du monde 1958. Il marque son seul but international lors de cette rencontre (victoire 3-0 à Oeiras).
Son dernier match a lieu le 28 juin 1959, contre l'Allemagne de l'Est, dans le cadre des éliminatoires de l'Euro 1960 (victoire 3-2 à Porto).

## Palmarès
SL Benfica :
- Champion du Portugal en 1950
- Vainqueur de la Coupe du Portugal en 1951

 FC Porto :
- Champion du Portugal en 1956 et 1959
- Vainqueur de la Coupe du Portugal en 1956 et 1958